# Roger Mancienne
Roger Mancienne (Grand'Anse, Mahé, 12 de diciembre de 1947) es un sindicalista retirado y político seychellense, que desde el 29 de octubre de 2020 ejerce como presidente de la Asamblea Nacional de la República de Seychelles. Dirigente del Partido Nacional de Seychelles (SNP) y de la coalición de la que este forma parte, Unión Democrática Seychellense (LDS), de la cual es presidente.
Licenciado en Artes en Coe College, Cedar Rapids, Iowa, Estados Unidos, Diploma de posgrado en Lingüística en Moray House College en Edimburgo, Reino Unido, Mancienne tuvo una carrera destacada como presidente del Sindicato de Maestros de Seychelles en la década de 1970 y trabajo como funcionario público en el gobierno de James Mancham, del Partido Democrático. Tras el golpe de Estado que derrocó al gobierno de Mancham en 1977, Mancienne participó en la oposición clandestina al régimen socialista de partido único encabezado por France-Albert René hasta 1991. Con el advenimiento de la democracia, Mancienne adhirió al espacio político encabezado por el sacerdote anglicano Wavel Ramkalawan y fue varias veces candidato a miembro de la Asamblea Nacional desde 1993 en adelante, sin resultar electo.
En las elecciones presidenciales de 2015 fue compañero de fórmula de Ramkalawan como candidato a vicepresidente del SNP, binomio que resultó derrotado en segunda vuelta por solo 193 votos. Mancienne fue uno de los principales artífices de la unificación de la oposición en la Unión Democrática Seychellense, coalición cuya lista encabezó en las elecciones parlamentarias de 2016 y a la que condujo a la victoria. Luego de que la LDS ganara las elecciones presidenciales y parlamentarias de 2020, Mancienne fue reelegido como miembro de la Asamblea Nacional y fue elegido presidente de la misma.